# Kleines Tschingelhorn
Le Kleines Tschingelhorn est un sommet des Alpes bernoises en Suisse. Il culmine à 3 494 mètres d'altitude.

## Géographie
Le Kleines Tschingelhorn est situé dans les Alpes bernoises à l'intersection de trois vallées : la vallée de la Lütschine et la vallée de la Kander dans le canton de Berne et le Lötschental dans le canton du Valais. Il est ainsi situé sur la ligne de partage des eaux entre mer Méditerranée et mer du Nord. À l'est on trouve le Tschingelhorn.